# Vincent de Paul Merle
Vincent de Paul Merle (* 29. Oktober 1768 in Chalamont als Jacques Merle; † 1. Januar 1853 in Tracadie (heute: Monastery), östlich Antigonish, Antigonish County, Nova Scotia, Kanada) war ein französischer Trappist und Klostergründer, der in Kanada wirkte.

## Leben und Werk
Jacques Merle besuchte das Gymnasium in Lyon und trat in das von Augustin de Lestrange 1791 gegründete Exilkloster Kartause La Valsainte in der Schweiz ein. Da er jedoch den strengen Anforderungen gesundheitlich nicht gewachsen war, kehrte er nach sechs Monaten zum Theologiestudium nach Frankreich zurück und wurde 1798 heimlich zum Priester geweiht. 1804 trat er ein zweites Mal in La Valsainte ein, legte 1805 die Feierliche Profess ab, nahm den Ordensnamen Vincent de Paul (nach Vinzenz von Paul) an und wurde von Lestrange als Prior des ephemeren Hospizklosters Montgenèvre eingesetzt, das er von 1806 bis 1811 mit Billigung der napoleonischen Regierung leitete. Nach Auflösung des Ordens durch Napoleon 1811 wurde Merle von Lestrange zur Klostergründung nach Pennsylvania geschickt, war aber ebenso wenig erfolgreich wie der von Dezember 1813 bis November 1814 dort weilende Lestrange selbst.
Als im Mai 1815 die letzten Trappisten auf Geheiß von Lestrange die Neue Welt von Halifax (Nova Scotia) aus verließen, blieb Merle zurück und bereitete sich mit Unterstützung des Bischofs von Quebec, Joseph-Octave Plessis (1763–1825), auf die Missionierung des indianischen Volkes der Mi’kmaq vor. 1819 gründete er in Tracadie das Kloster Petit Clairvaux. Trotz zahlreicher Schwierigkeiten ignorierte er 1822 die Anweisung von Lestrange, sich den Trappisten in Kentucky (später Kloster Gethsemani) anzuschließen. Stattdessen kam er von Oktober 1823 bis Juni 1825 nach Frankreich und suchte sich vier Mitstreiter für Petit Clairvaux, darunter den Priester François-Xavier Kaiser. Bei einer neuerlichen Europareise von 1836 bis 1838 unterstellte der Papst das Kloster mit 12 Mönchen, sowie das zugeordnete Frauenkloster mit 9 Nonnen, der Aufsicht des Ortsbischofs William Fraser (1779–1851), der Merle nach Kanada zurückrief. Dort angekommen, übergab er 1840 die Leitung des Trappistenklosters an Kaiser und zog sich in das Trappistinnenkloster zurück. Seine fortdauernden Bemühungen um die Stabilisierung von Petit Clairvaux waren erst postum erfolgreich, als 1858 Mönche der Abtei Sankt Sixtus in Belgien zur erfolgreichen Verstärkung nach Kanada kamen.
Merle genoss in Neu-Schottland hohe Verehrung, der 1903 begonnene Versuch, einen Seligsprechungsprozess einzuleiten, scheiterte jedoch 1905. In Tracadie ist die Siedlung Merland nach ihm benannt. Thomas Merton nannte ihn “one of the most tenacious Trappists that has ever lived.”

## Werke
- Relation de ce qui est arrive à deux religieux de la Trappe, pendant leur séjour auprés des sauvages, Paris, Chez Rusand, libraire, rue de l’Abbaye Saint-Germain, No. 2., 1824. («Mémoire de ce qui est arrivé au P. Vincent de Paul, Religieux de la Trappe, et ses observations lorsqu’il étoit en Amérique, où il a passé environ dix ans avec l’agrément de son supérieur», S. 5–84. «Lettre ou journal du R.P. Marie Joseph, écrit pour son supérieur le R.P. abbé de la Trappe, dom Augustin de l’Estrange, en 1825, etc., concernant ses voyages, et la mission qu’il a faite dans la Louisiane et dans le pays des Illinois, depuis l’année 1805», S. 85–168).
  - (Teilübersetzung, englisch) Memoir of Father Vincent de Paul, religious of La Trappe. Charlottetown, P.E.I., 1886; Project Gutenberg, 2004.